# Progress M-14M
Progress M-14M (ryska: Прогресс М-14M) eller som NASA kallar den, Progress 46 eller 46P, var en rysk obemannad rymdfarkost som levererade förnödenheter, syre, vatten och bränsle till rymdstationen ISS. Den sköts upp med en Sojuz-U-raket från Kosmodromen i Bajkonur 25 januari 2012 och dockade med ISS den 28 januari. 
Farkosten lämnade rymdstationen den 19 april 2012 och brann upp i jordens atmosfär den 28 april 2012.

### Fotnoter
1. ↑  ”NASA Space Science Data Coordinated Archive” (på engelska). NASA. https://nssdc.gsfc.nasa.gov/nmc/spacecraft/display.action?id=2012-004A. Läst 1 mars 2020.
2. ↑  Manned Astronautics - Figures & Facts Arkiverad 5 oktober 2015 hämtat från the Wayback Machine., läst 15 juli 2016.